# Йоан-Крістьян Кіріле
Йоан-Крістьян Кіріле (рум. Ioan-Cristian Chirilă; нар. 6 січня 1991, Бухарест) – румунський шахіст, гросмейстер від 2009 року.

## Шахова кар'єра
2001 року виборов титул чемпіона Румунії серед юніорів до 10 років, а наступного року повторив це досягнення, але у категорії до 12 років. Наступні титули чемпіона країни серед юніорів виграв роках 2006-му (до 16 років) та 2009-му (до 20 років). Неодноразово представляв Румунію на чемпіонаті світу та Європи серед юніорів у різних вікових категоріях, найбільшого успіху досягнувши 2007 року в Кемері, де виборов титул чемпіона світу до 16 років. У 2006 і 2008 роках взяв участь у командних першостях Європи серед юніорів до 18 років, завоювавши дві медалі в особистому заліку: золоту (2008, на 1-й шахівниці) і срібну (2006, на 2-й шахівниці).
2004 року переміг на турнірі за круговою системою Winter Cup в Бухаресті, поділив 1-ше місце в М'єркуря-Чук (турнір Б), 2005 року поділив 1-ше місце в Тімішоарі (турнір B). У 2007 році поділив 1-ше місце (разом із, зокрема, Владом-Крістіаном Жіану) в Кап-Аврорі і поділив 2-ге місце (позаду Андрєя Мураріу, разом з Белою Бадя і Чіпр'яном-Костіке Нану) у Ефоріє. 2008 року поділив 2-ге місце (позаду Валентина Йотова, разом із, зокрема, Атанасом Колевим, Дімітиром Дончевим, Юліаном Радульським, Владиславом Неведничим і Деяном Божковим) у Пловдиві, а також переміг (разом з Даніелем Молдованом, Юліаном Софроніє і Константіном Лупулеску) в Предялі. 2009 року досягнув чергових успіхів: на чемпіонаті Європи в Будві і під час меморіалу Віктора Чокилті (де поділив 1-ше місце разом з Константіном Лупулеску і Гергеєм Сабо) виконав гросмейстерську норму, а також одноосібно переміг на опені в Еторіє. 2015 року поділив 1-ше місце (разом з Юньєскі Кесадою Пересом) у Філадельфії.
Найвищий рейтинг Ело в кар'єрі мав станом на 1 січня 2015 року, досягнувши 2548 очок займав тоді 7-ме місце серед румунських шахістів.

## Зміни рейтингу
| На цьому місці має відображатися графік чи діаграма, однак з технічних причин його відображення наразі вимкнено. Будь ласка, не видаляйте код, який викликає це повідомлення. Розробники вже працюють для того, щоби відновити штатне функціонування цього графіка або діаграми. | |
| | На цьому місці має відображатися графік чи діаграма, однак з технічних причин його відображення наразі вимкнено. Будь ласка, не видаляйте код, який викликає це повідомлення. Розробники вже працюють для того, щоби відновити штатне функціонування цього графіка або діаграми. |